# Corallorhiza mertensiana
Corallorhiza mertensiana, or Pacific coralroot, is a coralroot orchid flower bản địa của tây bắc Bắc Mỹ and miền bắc California.

## Hình ảnh

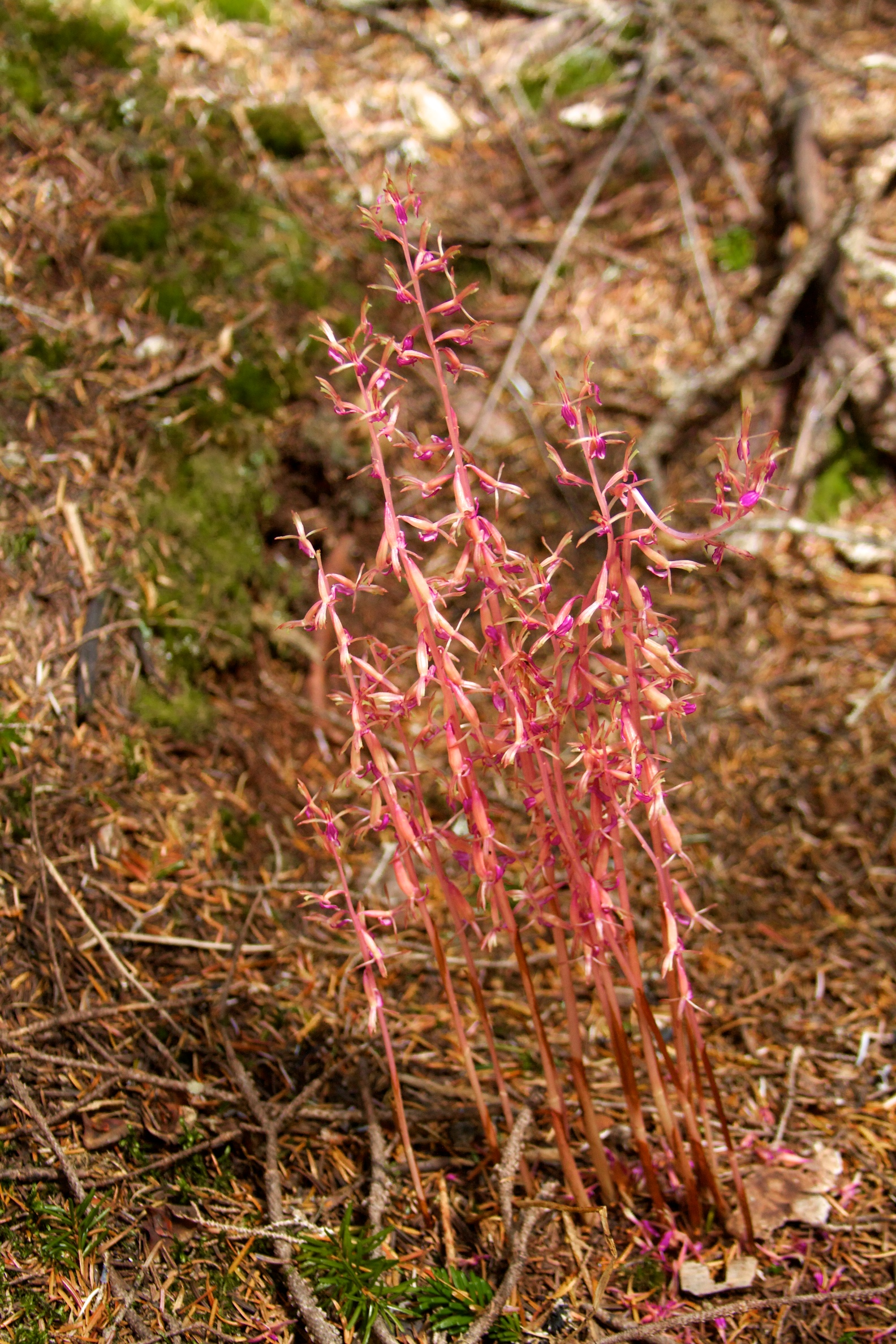
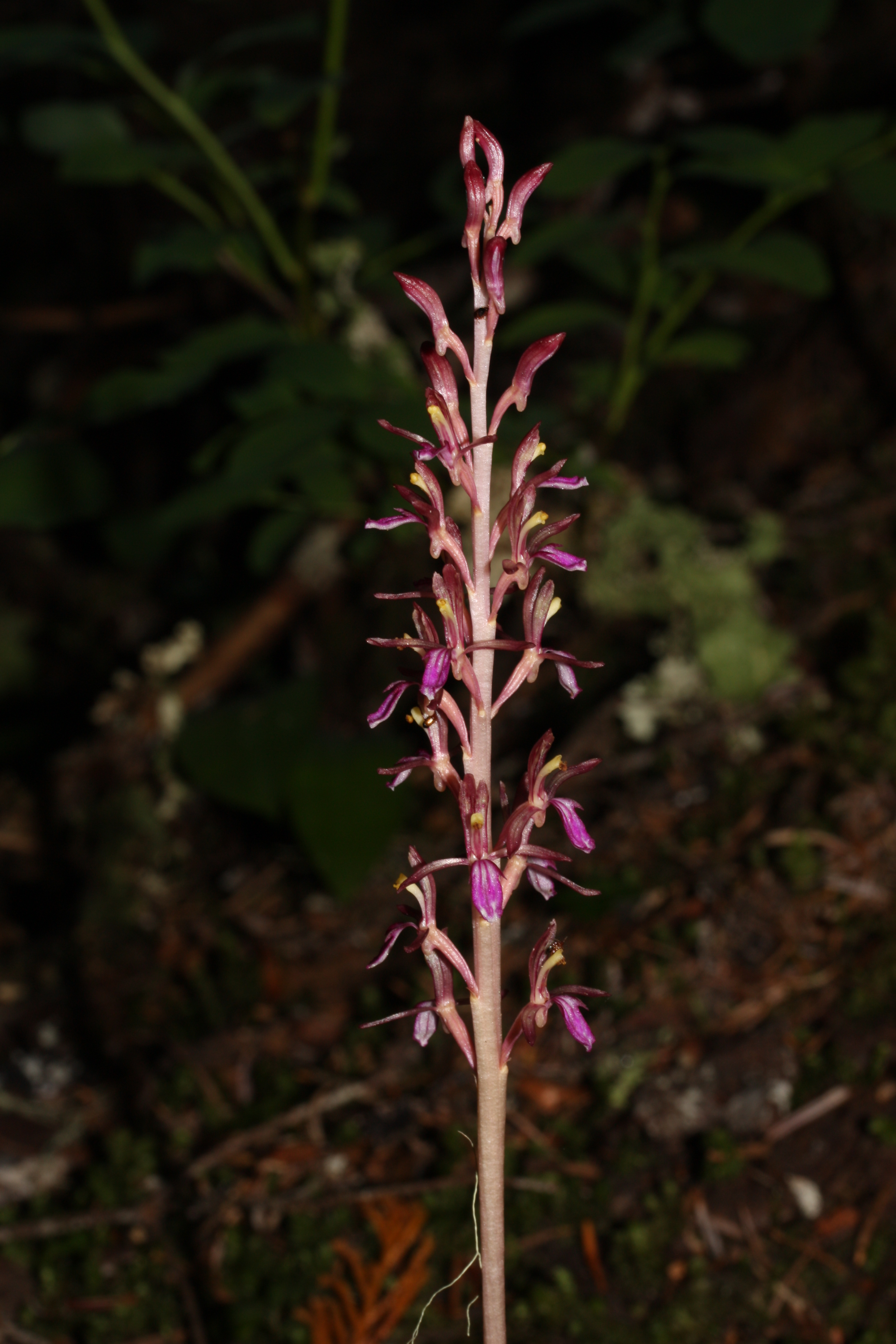
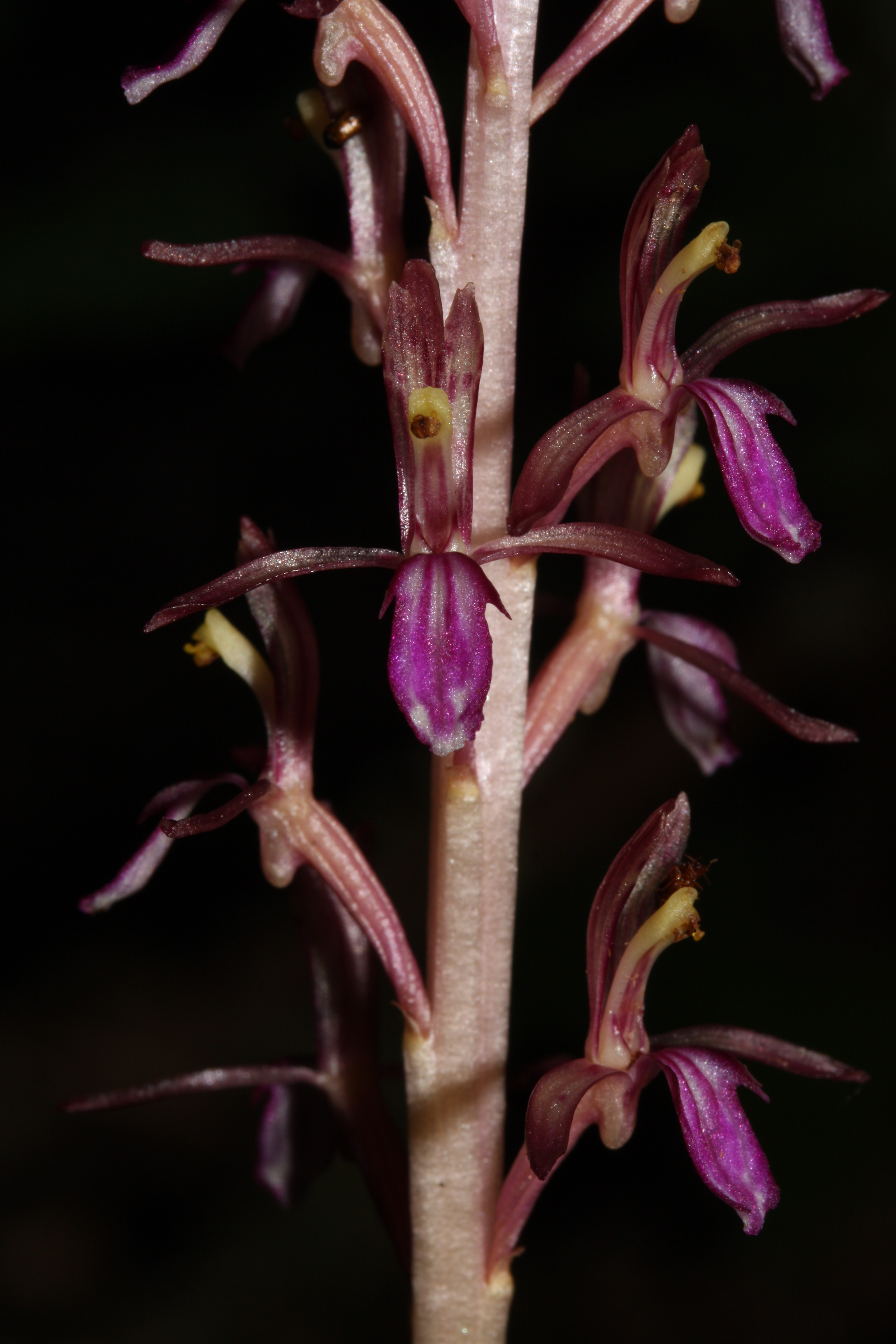
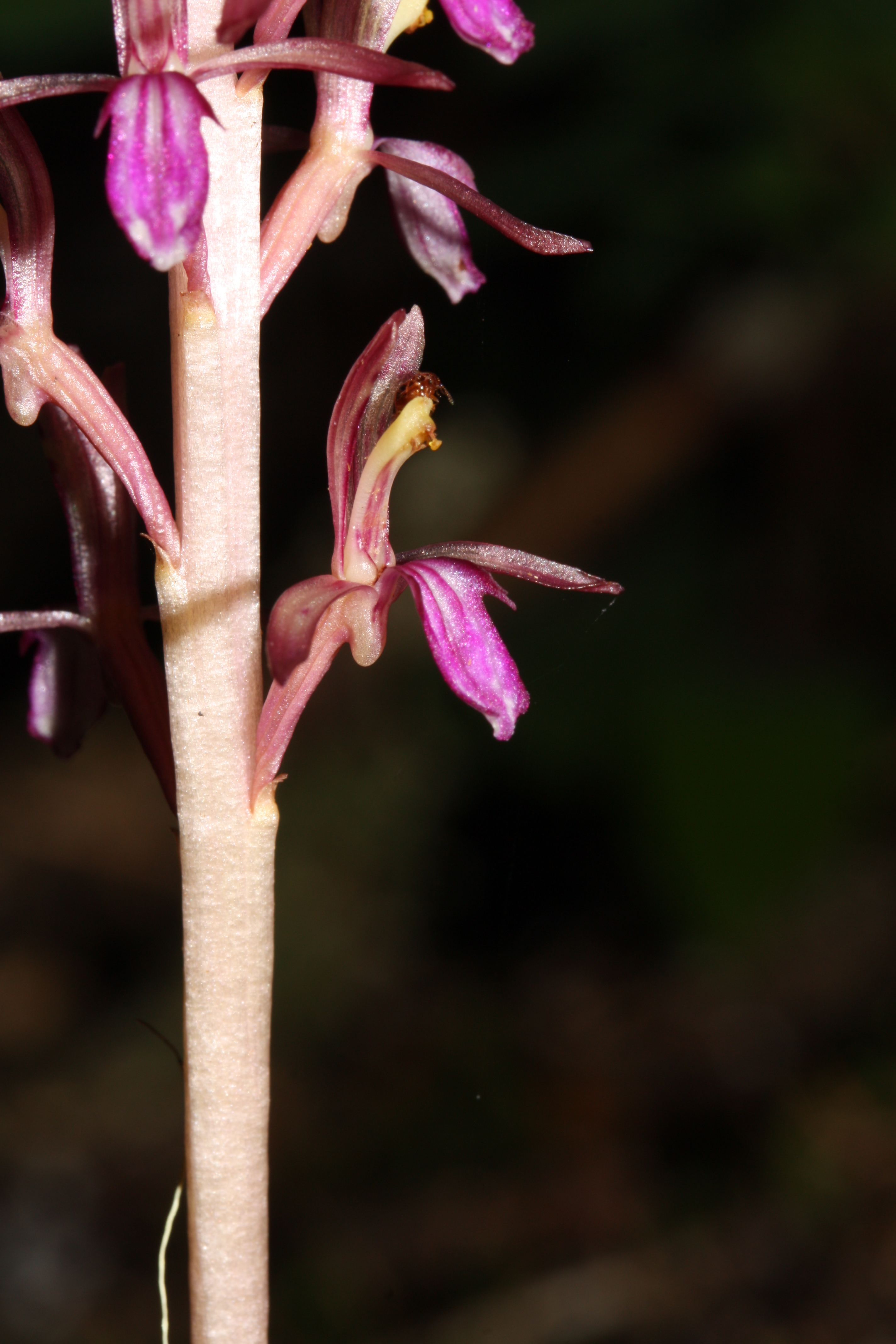